# Emmanuel Candès
Emmanuel Jean Candès (Parigi, 1970) è un matematico e statistico francese, conosciuto per i suoi lavori sull'approssimazione di sistemi non lineari e sul compressed sensing.

## Riconoscimenti
- 2005 J. H. Wilkinson Prize for Numerical Software
- 2006 Alan T. Waterman Award
- 2006 Premio Popov
- 2010 Premio Pólya
- 2011 Premio Collatz
- 2014 Eletto membro della  American Academy of Arts and Science
- 2015 Premio Birkhoff